# アイラ・レムセン
アイラ・レムセン（Ira Remsen, 1846年2月10日 - 1927年3月4日）はアメリカ合衆国の化学者で、コンスタンチン・ファールバーグとともに人工甘味料のサッカリンを発明した。ジョンズ・ホプキンス大学第2代学長である。

## 経歴
ニューヨークで生まれ、1867年にコロンビア大学で医学博士となった。その後、ドイツに留学して化学を学び、1870年にゲッティンゲン大学で博士号を得た。1875年、テュービンゲン大学で純粋化学を研究した後、アメリカに戻ってウィリアムズ大学の教授になり、Theoretical Chemistry を著した。この本がダニエル・コイト・ギルマンの目に留まり、ジョンズ・ホプキンス大学に招かれて化学部門を設立した。1879年には米国化学会誌を創刊し、35年間に渡って編集を務めた。
1879年、彼は偶然にも自身のキャリアで最大の発見をした。コールタールの誘導体について何日も研究室で研究を行った後、食事でロールパンを食べている時、彼はロールパンを最初は甘いと思っていたが、そのうち苦く感じるようになった。妻は同じロールパンに味の異常を感じなかったため、レムセンは自分の指を舐めてみると、この苦い味の物質は研究室の化学薬品に由来していることに気づいた。翌日、彼は研究室で前日扱った物質の味を確かめ、前夜苦い味がしたのはo-トルエンスルホンアミドの酸化物であったことを突き止めた。彼はこの物質をサッカリンと名づけ、共同研究者のコンスタンチン・ファールバーグとともに1880年に論文を発表した。しかし後にファールバーグが無断で特許を取得し、これを知ったレムセンは激怒した。1901年、ジョンズ・ホプキンス大学の学長に指名され、ドイツで学んだ多くの研究技術を導入し、何冊かの重要な科学の教科書を書いた。ジョンズ・ホプキンス大学での教え子の一人に下村孝太郎がいる。
1912年に退職し、カリフォルニア州カーメルに引退した。死後、ジョンズ・ホプキンス大学の化学部の新しい建物は彼にちなんで「レムセン・ホール」と命名された。遺灰はレムセン・ホールの額の裏側に納められ、学内に埋葬された唯一の人物となった。この額を化学の試験の前の夜に磨くと、いい点数が取れるという伝説がある。
1901年から1925年にかけて住んでいたボルチモアのテラスハウスは、アメリカ合衆国国家歴史登録財に登録され、1975年にはアメリカ合衆国国定歴史建造物に認定された。
アメリカ化学会から1914年にウィラード・ギブズ賞、1923年に第1回のプリーストリー賞を受賞した。